# Reipoltskirchen
Reipoltskirchen est une municipalité de la Verbandsgemeinde de Wolfstein, dans l'arrondissement de Kusel, en Rhénanie-Palatinat, dans l'ouest de l'Allemagne.
Initialement dans la Franconie, la première mention de cette municipalité remonte à 1198 comme étant Reichsunmittelbar Lordship of Reipoltskirchen (seigneurie de Reipoltskirchen). Ceci inclut une quinzaine de villages comportant un total de 3 000 résidents sur un territoire de 100 km2 entre les rivières Alsenz et Lauter.
Alors dans le cercle du Haut-Rhin du Saint-Empire romain germanique jusqu'à son occupation par les troupes révolutionnaires françaises en 1792, Reipoltskirchen fut annexé au département de la Sarre. En 1816, le congrès de Vienne détermina que la municipalité faisait partie du Palatinat rhénan appartenant au royaume de Bavière. Après la Seconde Guerre mondiale, la ville fut définitivement intégrée à la Rhénanie-Palatinat alors dans la Zone d'occupation française.
En 1998, la cité célébrait son 800e anniversaire d'existence selon les écrits.